# Critérium du Dauphiné 2015
De 67e editie van het Critérium du Dauphiné werd verreden van zondag 7 tot en met zondag 14 juni 2015. De wedstrijd maakte deel uit van de UCI World Tour 2015.

## Deelnemende ploegen
| 17 UCI World Tour-ploegen | 17 UCI World Tour-ploegen | 17 UCI World Tour-ploegen | 3 wildcards   |
| ------------------------- | ------------------------- | ------------------------- | ------------- |
| AG2R La Mondiale          | Giant-Alpecin             | Movistar                  | IAM Cycling   |
| Astana                    | IAM Cycling               | Orica-GreenEdge           | Bora-Argon 18 |
| BMC Racing Team           | Katjoesja                 | Team Sky                  | Cofidis       |
| Cannondale-Garmin         | Lampre-Merida             | Tinkoff-Saxo              |               |
| Etixx-Quick Step          | LottoNL-Jumbo             | Trek Factory Racing       |               |
| FDJ                       | Lotto Soudal              |                           |               |
|                           |                           |                           |               |
|                           |                           |                           |               |

## Etappe-overzicht
| Etappe | Type           | Datum   | Start                           | Aankomst                  | Afstand  | Winnaar         | Ploeg            | Klassementsleider  |
| ------ | -------------- | ------- | ------------------------------- | ------------------------- | -------- | --------------- | ---------------- | ------------------ |
| 1e     | Heuvelrit      | 7 juni  | Ugine                           | Albertville               | 131,5 km | Peter Kennaugh  | Team Sky         | Peter Kennaugh     |
| 2e     | Heuvelrit      | 8 juni  | Le Bourget-du-Lac               | Villars-les-Dombes        | 173 km   | Nacer Bouhanni  | Cofidis          | Peter Kennaugh     |
| 3e     | Ploegentijdrit | 9 juni  | Roanne                          | Montagny                  | 24,5 km  | BMC Racing Team | BMC Racing Team  | Rohan Dennis       |
| 4e     | Vlakke rit     | 10 juni | Anneyron - Porte de DrômArdèche | Sisteron                  | 228 km   | Nacer Bouhanni  | Cofidis          | Rohan Dennis       |
| 5e     | Bergrit        | 11 juni | Digne-les-Bains                 | Pra Loup                  | 161 km   | Romain Bardet   | AG2R La Mondiale | Tejay van Garderen |
| 6e     | Bergrit        | 12 juni | Saint-Bonnet-en-Champsaur       | Villard-de-Lans - Vercors | 183 km   | Rui Costa       | Lampre-Merida    | Vincenzo Nibali    |
| 7e     | Bergrit        | 13 juni | Montmélian                      | Saint-Gervais Mont Blanc  | 155 km   | Chris Froome    | Team Sky         | Tejay van Garderen |
| 8e     | Heuvelrit      | 14 juni | Saint-Gervais Mont Blanc        | Modane Valfréjus          | 156,5 km | Chris Froome    | Team Sky         | Chris Froome       |

## Etappe uitslagen

### 1e etappe
| Ugine - Albertville (132 km) |                      |                 |          |
| Plaats                       | Naam                 | Ploeg           | Tijd     |
| Winnaar                      | Peter Kennaugh       | Team Sky        | 3u06'41" |
| 2                            | Sacha Modolo         | Lampre-Merida   | 2"       |
| 3                            | Edvald Boasson Hagen | MTN-Qhubeka     | z.t.     |
| 4                            | Tiesj Benoot         | Lotto Soudal    | z.t.     |
| 5                            | Simon Gerrans        | Orica-Greenedge | z.t.     |
| 6                            | Nacer Bouhanni       | Cofidis         | z.t.     |
| 7                            | Jay McCarthy         | Tinkoff-Saxo    | z.t.     |
| 8                            | Alejandro Valverde   | Movistar        | z.t.     |
| 9                            | Samuel Dumoulin      | AG2R            | z.t.     |
| 10                           | Cyril Gautier        | Europcar        | z.t.     |
|                              |                      |                 |          |
| 11                           | Wilco Kelderman      | LottoNL-Jumbo   | z.t.     |

| Algemeen klassement |                      |                 |          |
| Plaats              | Naam                 | Ploeg           | Tijd     |
| Gele trui           | Peter Kennaugh       | Team Sky        | 3u06'41" |
| 2                   | Sacha Modolo         | Lampre-Merida   | 6"       |
| 3                   | Edvald Boasson Hagen | MTN-Qhubeka     | 8"       |
| 4                   | Tiesj Benoot         | Lotto Soudal    | 12"      |
| 5                   | Simon Gerrans        | Orica-Greenedge | 12"      |
| 6                   | Nacer Bouhanni       | Cofidis         | 12"      |
| 7                   | Jay McCarthy         | Tinkoff-Saxo    | 12"      |
| 8                   | Alejandro Valverde   | Movistar        | 12"      |
| 9                   | Samuel Dumoulin      | AG2R            | 12"      |
| 10                  | Cyril Gautier        | Europcar        | 12"      |
|                     |                      |                 |          |
| 11                  | Wilco Kelderman      | LottoNL-Jumbo   | 12"      |

### 2e etappe
| Le Bourget-du-Lac - Villars-les-Dombes (173 km) |                      |                        |          |
| Plaats                                          | Naam                 | Ploeg                  | Tijd     |
| Winnaar                                         | Nacer Bouhanni       | Cofidis                | 4u23'46" |
| 2                                               | Samuel Dumoulin      | AG2R La Mondiale       | z.t.     |
| 3                                               | Sacha Modolo         | Lampre-Merida          | z.t.     |
| 4                                               | Edvald Boasson Hagen | MTN-Qhubeka            | z.t.     |
| 5                                               | Aleksej Tsatevitsj   | Team Katusha           | z.t.     |
| 6                                               | Jonas Van Genechten  | IAM Cycling            | z.t.     |
| 7                                               | Jens Keukeleire      | Orica-Greenedge        | z.t.     |
| 8                                               | Ramūnas Navardauskas | Team Cannondale-Garmin | z.t.     |
| 9                                               | Yannick Martinez     | Europcar               | z.t.     |
| 10                                              | Luka Mezgec          | Giant-Alpecin          | z.t.     |
|                                                 |                      |                        |          |
| 14                                              | Dennis van Winden    | LottoNL-Jumbo          | z.t.     |

| Algemeen klassement |                      |                        |          |
| Plaats              | Naam                 | Ploeg                  | Tijd     |
| Gele trui           | Peter Kennaugh       | Team Sky               | 7u30'27" |
| 2                   | Sacha Modolo         | Lampre-Merida          | 2"       |
| 3                   | Nacer Bouhanni       | Cofidis                | z.t.     |
| 4                   | Samuel Dumoulin      | AG2R                   | 6"       |
| 5                   | Edvald Boasson Hagen | MTN-Qhubeka            | 8"       |
| 6                   | Tiesj Benoot         | Lotto Soudal           | 12"      |
| 7                   | Yannick Martinez     | Europcar               | 12"      |
| 8                   | Jay McCarthy         | Tinkoff-Saxo           | 12"      |
| 9                   | Ramūnas Navardauskas | Team Cannondale-Garmin | 12"      |
| 10                  | Julian Alaphilippe   | Etixx-Quick Step       | 12"      |
|                     |                      |                        |          |
| 47                  | Niki Terpstra        | Etixx-Quick Step       | 12"      |

### 3e etappe
| Roanne - Montagny (24,5 km ploegentijdrit) |      |                        |        |
| Plaats                                     | Naam | Ploeg                  | Tijd   |
| Winnaar                                    |      | BMC Racing Team        | 29'58" |
| 2                                          | -    | Astana                 | 4"     |
| 3                                          | -    | Team Movistar          | 5"     |
| 4                                          | -    | Etixx-Quick Step       | 6"     |
| 5                                          | -    | Orica-GreenEDGE        | 8"     |
| 6                                          | -    | Team Sky               | 12"    |
| 7                                          | -    | Team Cannondale-Garmin | 12"    |
| 8                                          | -    | Lampre-Merida          | 12"    |
| 9                                          | -    | IAM Cycling            | 12"    |
| 10                                         | -    | Team LottoNL-Jumbo     | 12"    |

| Algemeen klassement |                    |                 |           |
| Plaats              | Naam               | Ploeg           | Tijd      |
| Gele trui           | Rohan Dennis       | BMC Racing Team | 08u00'37" |
| 2                   | Tejay van Garderen | BMC Racing Team | z.t.      |
| 3                   | Andrej Grivko      | Astana          | 4"        |
| 4                   | Vincenzo Nibali    | Astana          | 4"        |
| 5                   | Lieuwe Westra      | Astana          | 4"        |
| 6                   | Michele Scarponi   | Astana          | 4"        |
| 7                   | Rein Taaramäe      | Astana          | 4"        |
| 8                   | Gorka Izagirre     | Movistar Team   | 5"        |
| 9                   | Alejandro Valverde | Movistar Team   | 5"        |
| 10                  | John Gadret        | Movistar Team   | 5"        |

### 4e etappe
| Anneyron - Sisteron (228 km) |                      |                        |          |
| Plaats                       | Naam                 | Ploeg                  | Tijd     |
| Winnaar                      | Nacer Bouhanni       | Cofidis                | 5u30'53" |
| 2                            | Jonas Van Genechten  | IAM Cycling            | z.t.     |
| 3                            | Luka Mezgec          | Giant-Alpecin          | z.t.     |
| 4                            | Edvald Boasson Hagen | MTN-Qhubeka            | z.t.     |
| 5                            | Aleksej Tsatevitsj   | Team Katusha           | z.t.     |
| 6                            | Julian Alaphilippe   | Etixx-Quick Step       | z.t.     |
| 7                            | Samuel Dumoulin      | Ag2r-La Mondiale       | z.t.     |
| 8                            | Tiesj Benoot         | Lotto Soudal           | z.t.     |
| 9                            | Kévin Reza           | FDJ                    | z.t.     |
| 10                           | Nathan Haas          | Team Cannondale-Garmin | z.t.     |
|                              |                      |                        |          |
| 12                           | Bram Tankink         | LottoNL-Jumbo          | z.t.     |

| Algemeen klassement |                    |                 |           |
| Plaats              | Naam               | Ploeg           | Tijd      |
| Gele trui           | Rohan Dennis       | BMC Racing Team | 08u00'37" |
| 2                   | Tejay van Garderen | BMC Racing Team | z.t.      |
| 3                   | Andrej Grivko      | Astana          | 4"        |
| 4                   | Vincenzo Nibali    | Astana          | 4"        |
| 5                   | Lieuwe Westra      | Astana          | 4"        |
| 6                   | Michele Scarponi   | Astana          | 4"        |
| 7                   | Rein Taaramäe      | Astana          | 4"        |
| 8                   | Gorka Izagirre     | Movistar Team   | 5"        |
| 9                   | Alejandro Valverde | Movistar Team   | 5"        |
| 10                  | John Gadret        | Movistar Team   | 5"        |

### 5e etappe
| Digne-les-Bains - Pra Loup (161 km) |                    |                             |          |
| Plaats                              | Naam               | Ploeg                       | Tijd     |
| Winnaar                             | Romain Bardet      | AG2R La Mondiale            | 4u31'22" |
| 2                                   | Tejay van Garderen | BMC Racing Team             | 36"      |
| 3                                   | Chris Froome       | Team Sky                    | 40"      |
| 4                                   | Beñat Intxausti    | Movistar                    | 40"      |
| 5                                   | Simon Yates        | Orica-GreenEDGE             | 50"      |
| 6                                   | Louis Meintjes     | MTN-Qhubeka                 | 50"      |
| 7                                   | Andrew Talansky    | Cannondale Pro Cycling Team | 55"      |
| 8                                   | Michele Scarponi   | Astana                      | 58"      |
| 9                                   | Pierre Rolland     | Team Europcar               | 58"      |
| 10                                  | Mathias Frank      | IAM Cycling                 | 58"      |

| Algemeen klassement |                    |                             |           |
| Plaats              | Naam               | Ploeg                       | Tijd      |
| Gele trui           | Tejay van Garderen | BMC Racing Team             | 18u03'22" |
| 2                   | Benat Intxausti    | Movistar                    | 18"       |
| 3                   | Romain Bardet      | AG2R La Mondiale            | 20"       |
| 4                   | Michele Scarponi   | Astana                      | 31"       |
| 5                   | Chris Froome       | Team Sky                    | 41"       |
| 6                   | Simon Yates        | Orica-GreenEDGE             | 43"       |
| 7                   | Andrew Talansky    | Cannondale Pro Cycling Team | 1' 08"    |
| 8                   | Daniel Martin      | Cannondale Pro Cycling Team | 1' 16"    |
| 9                   | Mathias Frank      | Team Europcar               | 1' 17"    |
| 10                  | Mathias Frank      | IAM Cycling                 | 1' 25"    |
|                     |                    |                             |           |
| 19                  | Bart De Clercq     | Lotto Soudal                | 1'54"     |
| 20                  | Wilco Kelderman    | LottoNL-Jumbo               | 2'06"     |

### 6e etappe
| Saint-Bonnet-en-Champsaur - Villard-de-Lans-Vercors (183 km) |                    |                 |          |
| Plaats                                                       | Naam               | Ploeg           | Tijd     |
| Winnaar                                                      | Rui Costa          | Lampre-Merida   | 4u29'23" |
| 2                                                            | Vincenzo Nibali    | Astana Pro Team | 5"       |
| 3                                                            | Alejandro Valverde | Team Movistar   | 38"      |
|                                                              |                    |                 |          |
| 8                                                            | Tiesj Benoot       | Lotto Soudal    | 1'59"    |
| 13                                                           | Wilco Kelderman    | LottoNL-Jumbo   | 2'31"    |

| Algemeen klassement |                    |                 |           |
| Plaats              | Naam               | Ploeg           | Tijd      |
| Gele trui           | Vincenzo Nibali    | Astana Pro Team | 22u34'17" |
| 2                   | Rui Costa          | Lampre-Merida   | 29"       |
| 3                   | Alejandro Valverde | Team Movistar   | 30"       |
|                     |                    |                 |           |
| 14                  | Wilco Kelderman    | LottoNL-Jumbo   | 3'05"     |
| 17                  | Bart De Clercq     | Lotto Soudal    | 3'59"     |

### 7e etappe
| Montmelian - Saint-Gervais Mont Blanc (155 km) |                    |                 |          |
| Plaats                                         | Naam               | Ploeg           | Tijd     |
| Winnaar                                        | Chris Froome       | Team Sky        | 4u24'17" |
| 2                                              | Tejay van Garderen | BMC Racing Team | 17"      |
| 3                                              | Louis Meintjes     | MTN-Qhubeka     | 41"      |
|                                                |                    |                 |          |
| 21                                             | Bart De Clercq     | Lotto Soudal    | 2'49"    |
| 28                                             | Wout Poels         | Team Sky        | 5'20"    |

| Algemeen klassement |                    |                 |           |
| Plaats              | Naam               | Ploeg           | Tijd      |
| Gele trui           | Tejay van Garderen | BMC Racing Team | 26u59'27" |
| 2                   | Chris Froome       | Team Sky        | 18"       |
| 3                   | Benat Intxausti    | Team Movistar   | 45"       |
|                     |                    |                 |           |
| 15                  | Bart De Clercq     | Lotto Soudal    | 5'55"     |
| 23                  | Wilco Kelderman    | LottoNL-Jumbo   | 25'04"    |

### 8e etappe
| Saint-Gervais Mont Blanc - Modane (156 km) |              |                 |          |
| Plaats                                     | Naam         | Ploeg           | Tijd     |
| Winnaar                                    | Chris Froome | Team Sky        | 3u59'27" |
| 2                                          | Simon Yates  | Orica-GreenEdge | 18"      |
| 3                                          | Rui Costa    | Lampre-Merida   | 18"      |
|                                            |              |                 |          |
| 8                                          | Wout Poels   | Team Sky        | 44"      |
| 33                                         | Tiesj Benoot | Lotto Soudal    | 4'04"    |

| Algemeen klassement |                    |                 |           |
| Plaats              | Naam               | Ploeg           | Tijd      |
| Gele trui           | Chris Froome       | Team Sky        | 30u59'02" |
| 2                   | Tejay van Garderen | BMC Racing Team | 10"       |
| 3                   | Rui Costa          | Lampre-Merida   | 1'16"     |
|                     |                    |                 |           |
| 15                  | Bart De Clercq     | Lotto Soudal    | 9'51"     |
| 22                  | Wilco Kelderman    | LottoNL-Jumbo   | 28'40"    |

## Klassementenverloop
| Etappe         | Algemeen klassement · | Puntenklassement · | Bergklassement ·     | Jongeren ·     | Ploegenklassement |
| -------------- | --------------------- | ------------------ | -------------------- | -------------- | ----------------- |
| 1              | Peter Kennaugh        | Peter Kennaugh     | Daniel Teklehaimanot | Tiesj Benoot   | Team Sky          |
| 2              | Peter Kennaugh        | Sacha Modolo       | Daniel Teklehaimanot | Nacer Bouhanni | Team Sky          |
| 3              | Rohan Dennis          | Nacer Bouhanni     | Daniel Teklehaimanot | Rohan Dennis   | BMC Racing Team   |
| 4              | Rohan Dennis          | Nacer Bouhanni     | Daniel Teklehaimanot | Rohan Dennis   | BMC Racing Team   |
| 5              | Tejay van Garderen    | Nacer Bouhanni     | Daniel Teklehaimanot | Romain Bardet  | Team Sky          |
| 6              | Vincenzo Nibali       | Nacer Bouhanni     | Daniel Teklehaimanot | Simon Yates    | Team Movistar     |
| 7              | Tejay van Garderen    | Nacer Bouhanni     | Daniel Teklehaimanot | Simon Yates    | Team Movistar     |
| 8              | Chris Froome          | Nacer Bouhanni     | Daniel Teklehaimanot | Simon Yates    | Team Movistar     |
| Eindklassement | Chris Froome          | Nacer Bouhanni     | Daniel Teklehaimanot | Simon Yates    | Team Movistar     |

## Eindklassementen
|  |

### Algemeen klassement
| Plaats    | Naam               | Ploeg             | Tijd      |
| --------- | ------------------ | ----------------- | --------- |
| Gele trui | Chris Froome       | Team Sky          | 30u59'02" |
| 2         | Tejay van Garderen | BMC Racing Team   | +10"      |
| 3         | Rui Costa          | Lampre-Merida     | +1'16"    |
| 4         | Benat Intxausti    | Movistar          | +1'21"    |
| 5         | Simon Yates        | Orica-GreenEdge   | +1'33"    |
| 6         | Romain Bardet      | AG2R La Mondiale  | +2'05"    |
| 7         | Daniel Martin      | Cannondale-Garmin | +2'52"    |
| 8         | Joaquim Rodríguez  | Katjoesja         | +3'06"    |
| 9         | Alejandro Valverde | Movistar          | +3'12"    |
| 10        | Andrew Talansky    | Cannondale-Garmin | +4'17"    |
|           |                    |                   |           |
| 15        | Bart De Clercq     | Lotto Soudal      | +9'51"    |
| 22        | Wilco Kelderman    | LottoNL-Jumbo     | 28'40"    |

### Puntenklassement
| Plaats      | Naam                 | Ploeg        | Punten |
| ----------- | -------------------- | ------------ | ------ |
| Groene trui | Nacer Bouhanni       | Cofidis      | 64     |
| 2           | Edvald Boasson Hagen | MTN-Qhubeka  | 56     |
| 3           | Chris Froome         | Team Sky     | 42     |
|             |                      |              |        |
| 6           | Tiesj Benoot         | Lotto Soudal | 31     |
| 29          | Wout Poels           | Team Sky     | 3      |

### Bergklassement
| Plaats                      | Naam                 | Ploeg         | Punten |
| --------------------------- | -------------------- | ------------- | ------ |
| Bolletjestrui (wit op rood) | Daniel Teklehaimanot | MTN-Qhubeka   | 65     |
| 2                           | Chris Froome         | Team Sky      | 26     |
| 3                           | Louis Meintjes       | MTN-Qhubeka   | 25     |
|                             |                      |               |        |
| 18                          | Wilco Kelderman      | LottoNL-Jumbo | 7      |
| 28                          | Tosh Van der Sande   | Lotto Soudal  | 3      |

### Jongerenklassement
| Plaats     | Naam            | Ploeg            | Tijd      |
| ---------- | --------------- | ---------------- | --------- |
| Witte trui | Simon Yates     | Orica-GreenEdge  | 31h00'35" |
| 2          | Romain Bardet   | AG2R-La Mondiale | +32"      |
| 3          | Adam Yates      | Orica-GreenEdge  | +23'57"   |
|            |                 |                  |           |
| 4          | Wilco Kelderman | LottoNL-Jumbo    | 27'07"    |
| 5          | Tiesj Benoot    | Lotto Soudal     | +37'21"   |

## Uitvallers
- Etappe 1:  Gert Dockx
- Etappe 2:  Laurent Pichon
- Etappe 3:  Sacha Modolo (niet gestart)
- Etappe 4:  Kris Boeckmans,  Simon Geschke (niet gestart)
- Etappe 5:  Brian Bulgaç
- Etappe 6:  Samuel Dumoulin,  Christophe Riblon,  Alex Dowsett,  Julian Alaphilippe,  Maxime Bouet,  Martin Velits,  Calvin Watson,  Vicente Reynes,  Jonas Van Genechten,  Yannick Martinez,  Arnold Jeannesson,  Murilo Fischer,  Caleb Fairly,  Luka Mezgec,  Jaroslav Popovytsj,  Jesper Hansen
- Etappe 7:  Tim Wellens,  Stijn Vandenbergh,  Mathias Frank,  Filippo Pozzato,  Dominik Nerz
- Etappe 8:  José Herrada,  Tony Martin,  Pieter Serry,  Niki Terpstra,  Kévin Reza,  Björn Thurau,  Luke Rowe